# Etienne Bertrand
Etienne Bertrand (Chimay, 16 januari 1956 - 4 augustus 1997) was een Belgisch volksvertegenwoordiger en bestuurder van vennootschappen.

## Biografie
Etienne Bertrand was licentiaat in de economische wetenschappen. Hij werd beroepshalve boekhouder en bedrijfsrevisor en was actief in verschillende ondernemingen, onder meer als afgevaardigd bestuurder van de Imprimeries belges réunies in Jumet.
Hij begon vroeg aan een politieke loopbaan. In Chimay werd hij in 1983 verkozen tot gemeenteraadslid en van 1995 tot 1997 was hij er eerste schepen. Hij redde de lokale basketclub Les Spirous uit zijn problemen en werd er voorzitter van. Ook was hij van 1981 tot 1989 secretaris en van 1989 tot 1992 voorzitter van de PRL-afdeling van het arrondissement Thuin. In 1992 werd hij adjunct-secretaris-generaal van de partij. Hij werd algemeen beschouwd als een belofte binnen zijn partij.
Van 1990 tot 1997 zetelde hij in de Kamer van volksvertegenwoordigers. Hij bekleedde het mandaat tot aan zijn dood, veroorzaakt door een massieve hartaanval, en werd opgevolgd door Véronique Cornet. Ook zetelde hij van 1990 tot 1995 in de Waalse Gewestraad en de Raad van de Franse Gemeenschap.
Tijdens zijn uitvaart werden de talrijke aanwezigen toegesproken door de burgemeester van Chimay, Maurice Franssen, en door minister Louis Michel. Bij het crematorium van Gilly werd een maçonnieke plechtigheid gehouden.
Namens de PRL bekleedde hij diverse bestuursmandaten, onder meer bij de Société régionale wallonne du Transport.